# Антигетманское восстание 1918 года на Украине
Антигетманское восстание — восстание в ноябре–декабре 1918 года, в результате которого на Украине на смену власти гетмана Павла Скоропадского пришла Директория Украинской Народной Республики.

## Предпосылки
29 апреля 1918 года состоялся Всеукраинский съезд хлеборобов в Киеве, на котором Павел Скоропадский был единогласно провозглашён новым гетманом. Центральная Рада была отстранена от власти, а вместо неё было образовано Украинское Государство.
Павел Скоропадский в своей политике придерживался консервативных взглядов. Поскольку политической опорой гетмана были крупные землевладельцы, Скоропадский провел некоторые реформы, которые не были популярными среди украинских крестьян. Недоверие к Скоропадскому со стороны крестьян подстрекалось социал-демократической (эсдеки) и социал-революционной (эсеры) партиями, основными деятелями которых были Владимир Винниченко и Симон Петлюра. Последней каплей стало провозглашение гетманом «Союзной Грамоты», в которой говорилось о предстоящей федерации Украины с Россией. Сам Скоропадский вспоминал, что он видел в будущем федеративном государстве союз, при котором Украина расцвела бы, возродила культуру и язык и начала стремительно развиваться.
13 ноября в Киеве состоялось заседание социалистических партий Украины, и было принято решение о создании Директории УНР. Началось антигетманское восстание.
14 ноября члены Директории прибыли в Белую Церковь, которая и стала центром восстания. В это время в Белой Церкви стоял Отдельный отряд Сечевых стрельцов Украинской державы (примерно 1500 солдат). Сечевые стрельцы стали опорой Директории, и подтверждение этого можно найти в словах её главы Владимира Винниченко:

… но главной нашей силой, на которую я более всего рассчитывал, был полк Сечевых стрельцов, галичан, стоявший в Белой Церкви. Он имел полторы тысячи штыков, был образцово дисциплинирован и состоял из национально сознательного элемента. Этот полк по мнению организации, должен служить ядром восстания, вокруг которого объединялись бы другие наши силы …— 
Однако, все же чувствовался недостаток хорошо дисциплинированных и вооруженных солдат. Участники восстания боялись встретиться с немецкой армией в Киеве, части которой насчитывали 200 тысяч солдат. Рассматривался план о выдаче оружия населению Киева, для поддержки восставших, однако этого все равно было недостаточно. Но, воспользовавшись тяжелой ситуацией в Германии, представители Директории заключили договор с немецкой армией о нейтралитете. По свидетельствам Скоропадского, Директория склонила на свою сторону немцев и некоторые пробольшевистские украинские части, пообещав им землю и разрешение на ограбление Киева.
15 ноября на стенах киевских домов появились листовки Директории, которые призывали к всенародному антигетманскому восстанию. Первые военные действия между гетманскими войсками и Директорией начались 16 ноября, когда Сечевые стрельцы в Белой Церкви разоружили сотню Государственной Стражи.

## Хронология
- 14 ноября 1918 — «Федеративная Грамота» П. П. Скоропадского
- 14 ноября 1918 — Правительство С. Н. Гербеля
- 16 ноября 1918 — Начало возглавляемого Директорией УНР восстания против гетмана
- 18 ноября 1918 — Захват Харьковской губернии войсками атамана Болбочана
- 18 ноября 1918 — Назначение гр. Келлера командующим вооруженными силами Украинского государства
- 27 ноября 1918 — Захват Полтавской губернии войсками атамана Болбочана
- 27 ноября 1918 — Назначение кн. Долгорукого командующим вооруженными силами Украинского Государства
- 14 декабря 1918 г. — Отречение гетмана П. П. Скоропадского